# Jean Jules Ebongue Ngo
Jean-Jules Ebongue Ngo (parfois écrit Ebongue Ngoh) est un homme politique Camerounais et sénateur RDPC de la région du Littoral.
Il est né à Ntolo, dans l’arrondissement de Nlonako, département du Moungo, région du Littoral, il est enseignant de formation, et délégué régional des Enseignements secondaires du Littoral. Il est, par ailleurs, président fondateur du Regroupement des Enfants du Moungo (REGEMO).
Il a été élu sénateur à l'occasion des premières élections sénatoriales camerounaises, organisées le 14 avril 2013.  